# إيزاو توريس
إيزاو توريس (بالإسبانية: Isao Torres)‏ هو لاعب كرة قدم مكسيكي، ولد في 21 مايو 1992.